# Infor PL
INFOR PL S.A. – polski holding działający w branży wydawniczej, wydawca periodyków specjalistycznych, portali internetowych oraz Dziennika Gazety Prawnej.

## Historia
Firma powstała w 1987 jako Biuro Informacji Organizacyjno-Prawnej „Inform”, które wydawało czasopismo Prawo Rzemieślnika. Biuro przekształciło się po pewnym czasie w Wydawnictwo INFOR Sp. z o.o., a w roku 2000 w Grupę Wydawniczą INFOR Sp. z o.o. Od roku 2008 spółka nosi nazwę INFOR PL S.A., zaś od wiosny 2008 przekształciła się w holding, wydzielając spółki zależne. Założycielem i jedynym właścicielem spółki jest Ryszard Pieńkowski, w latach 1996–2007 znajdujący się na liście najbogatszych Polaków tygodnika Wprost.
Siedziba spółki mieści się w biurowcu Forest przy ul. Burakowskiej 14 w Warszawie.

## Spółki holdingu
- INFOR PL S.A. (połączenie spółek poprzez przeniesienie całego majątku INFOR Biznes Sp z o.o. na INFOR PL S.A.)
- INFOR IT Sp z o.o.

## Publikacje
Wydawnictwa papierowe:
- ogólnopolski dziennik: Dziennik Gazeta Prawna
- pisma specjalistyczne: Monitor księgowego, Biuletyn VAT, Biuletyn Głównego Księgowego, Poradnik Gazety Prawnej, Rachunkowość Budżetowa, Poradnik Rachunkowości Budżetowej, Gazeta Samorządu i Administracji, Monitor Prawa Pracy i Ubezpieczeń, Serwis Prawno-Pracowniczy, Personel i Zarządzanie i in.

Wydawnictwa internetowe:
- portale internetowe dla szerokiej publiczności: Dziennik.pl, Forsal.pl[4]
- portale internetowe dla profesjonalistów: Infor.pl, Gazetaprawna.pl
- bazy informacji, serwisy specjalistyczne: INFORLEX baza informacji prawnej, IFK Platforma Księgowych i Kadrowych, IRB Platforma Rachunkowości Budżetowej i Prawa Pracy
- platformy szkoleniowe dla księgowych, kadrowych i specjalistów HR: WIDEOAKADEMIA księgowych i biur rachunkowych, WIDEOAKADEMIA sektor publiczny, WIDEOAKADEMIA kadry i HR

Infor wydawał również dziennik Prawo i Gospodarka oraz był współudziałowcem radia Tok FM.